# Wandelroute E10
De Europese wandelroute E10 loopt van het noordelijkste puntje van Finland door oostelijk Duitsland, Tsjechië en Oostenrijk naar de Italiaanse stad Bolzano (Bozen). Europese wandelroutes zoals de E10 worden gecoördineerd door de Europese Wandelvereniging (EWV), waarin vanuit Nederland de Stichting Wandelplatform-LAW is vertegenwoordigd. De feitelijke ontwikkeling en het onderhoud van de E-routes is voor rekening van de aangesloten nationale en regionale wandelorganisaties.

## Karakter
De E10 is opgebouwd uit diverse langeafstandsroutes op nationaal niveau. Dat zijn achtereenvolgens in Finland het UKK-pad (genoemd naar de voormalige Finse president Urho Kaleva Kekkonen), in Duitsland de voormalige A-Z-Weg (die ten tijde van de DDR Kaap Arkona met Zittau verbond), en in Oostenrijk de Rupertiweg. Verder maakt de E10 gebruik van delen van andere nationale en regionale paden, zoals een route langs de Moldau in Tsjechië (tussen Praag en České Budějovice en in Oostenrijk gedeelten van de Nordwaldkammweg en de Südalpenweg).
Van plannen om de E10 door te trekken naar het zuiden van Spanje, is vrijwel niets terechtgekomen. Noemde Gorges al in 1999/2000 de Tratto Lombardo en de Grande Traversata delli Alpi in Italië en de Franse GR 52A en Gr 51 als mogelijke voortzetting van de E10, zijn invloed als toenmalige voorzitter van de Europese Wandelvereniging mocht er niet toe leiden dat de betreffende nationale organisaties daartoe besloten. In Spanje was van de GR92 toen al een stukje klaar, namelijk van de Franse grens naar Ulldecona, maar dit wordt deels ook door de E4 gebruikt en er ontbraken nog zo'n 2000 kilometer.
Ook in Finland is de route grotendeels nog in voorbereiding, terwijl de communicatie over het precieze verloop, de markering en de mate waarin voorzieningen voor eten en slapen te vinden zijn erg onduidelijk is. De nadruk ligt op het gedeelte van Rügen tot Bolzano, dat volledig op kaarten is ingetekend en in de regel ook goed in het veld gemarkeerd.

## Geologie
De E10 biedt een dwarsdoorsnede van Europa in de richting noord-zuid en doet daarbij enkele extreme Europese landschappen aan, met name de boomloze toendra in het noorden van Lapland, de Finse oerbossen bij Kuusamo, het scherenlandschap in de Oostzee, het Reißeck-massief in de Oostenrijkse Alpen en de nog ongenaakbaarder Dolomieten op de grens van Oostenrijk en Italië. Daartussen bieden zich veel vriendelijker landschappen aan, waar gemakkelijker gelopen kan worden: de merengebieden van Finland en oostelijk Duitsland, de krijtrotsen en koolzaadvelden van Rügen, de heuvels in het zuiden van Finland en in het noorden van Oostenrijk, en de laaggebergten van Tsjechië. Ook de zuidflank van de Alpen in Italië laat zich zonder al te veel moeite bedwingen.

## Verloop

### Finland
Het officiële begin van de E10 is in Nuorgam, het noordelijkste puntje van Finland. Vandaar loopt al een wandelroute naar het zuidoosten, met een voorlopig einde in Sevettijärvi, niet ver van het drielandenpunt met Rusland. De route is in zoverre gemarkeerd dat zij voor een groot deel langs de Fins-Noorse grens loopt, zodat de grensstenen aanduiden waar de E10 loopt. 
Meer naar het zuiden zijn enkele delen van de E10 al goed gemarkeerd en er zijn voldoende gelegenheden om te overnachten. Daartoe behoort de bekende Karhunkierros (Berenronde) die in een dag of 5 gelopen kan worden. In de toekomst zal de E10 Finland verlaten in de havenstad Hanko/Hangö in het uiterste zuidwesten van het land. Voor doorgaande wandelaars lag het voor de hand om met een schip naar de Duitse havenstad Rostock te reizen en vandaar per trein en bus naar Kap Arkona op Rügen, waar de E10 officieel verdergaat. Deze reismogelijkheid wordt niet meer genoemd in de dienstregeling van Scandlines, zodat er een omslachtige omweg via Zweden of de Baltische staten gemaakt moet worden.
Finnlines biedt 2 afvaarten per week op woensdag en zaterdag vanuit Helsinki naar Rostock.

## Duitsland
De E10 loopt tweemaal door Duitsland. Een klein stukje in het Berchtesgadener Land wordt verderop bij Oostenrijk beschreven. Het leeuwendeel van de Duitse E10 ligt in de voormalige Duitse Democratische Republiek en strekt zich uit van de noordpunt van het eiland Rügen tot de grens van Tsjechië. In de deelstaten Mecklenburg-Voor-Pommeren en Brandenburg is de E10 vrijwel identiek met de vroegere DDR-Hauptwanderweg A-Z-Weg, maar in de deelstaat Saksen zijn flinke veranderingen in het verloop aangebracht. In Brandenburg en Berlijn loopt de E10 van Strasen naar Bad Muskau en in Sachsen loopt de E10 van Spremberg naar Seifhennersdorf en het Tsjechische Varnsdorf (160 km).

## Tsjechië
Vanaf de Duits-Tsjechische grens bij Varnsdorf loopt de E10 via Česká Lípa naar Praag. Daarna volgt hij lange tijd de rivier de Moldau.

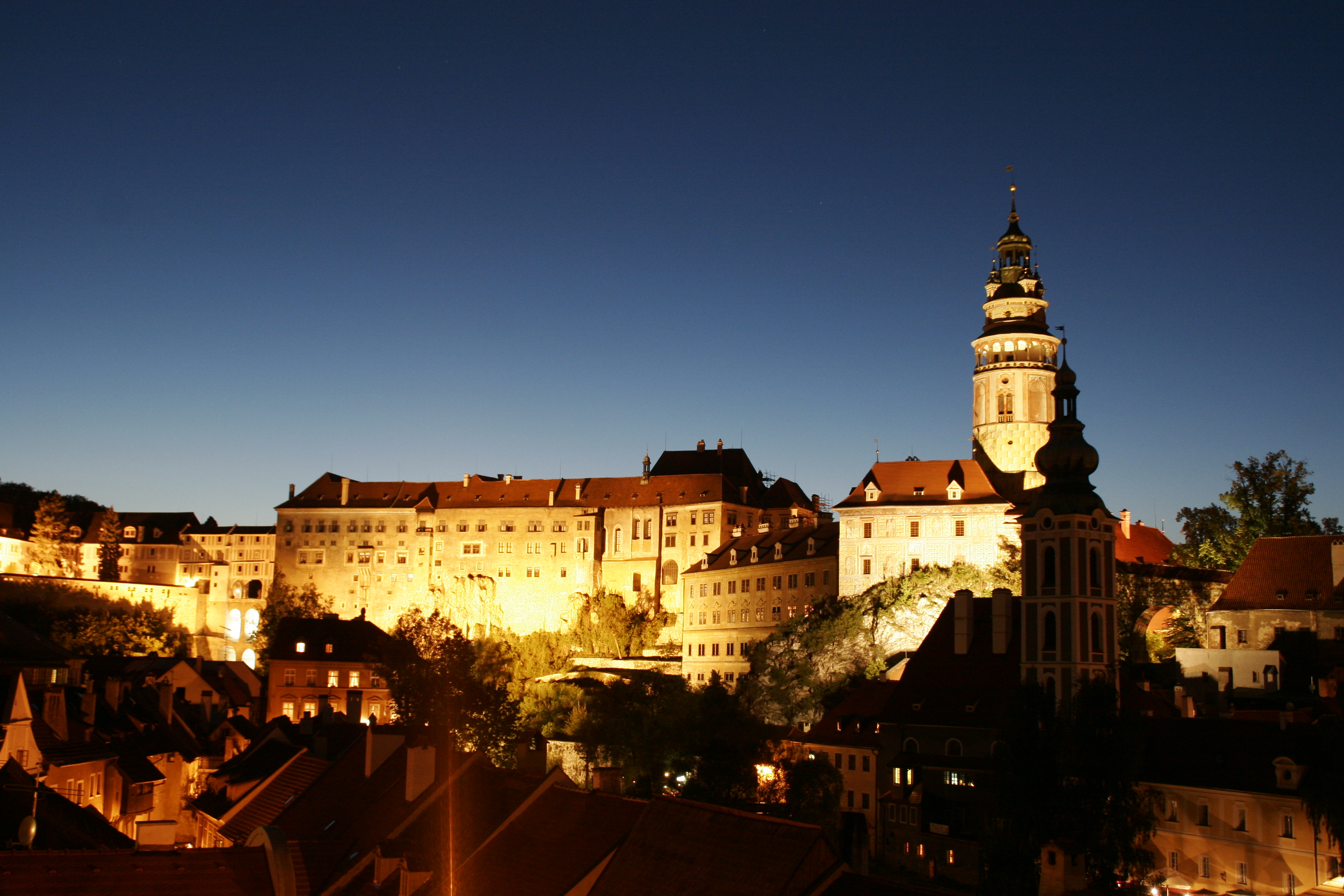
Český Krumlov 's nachts

Na České Budějovice klimt de route naar de top van de Klet' (1083 m) en daalt dan steil af naar Český Krumlov. Dit middeleeuwse stadje profileert zich als een cultureel centrum met een festival rond de langste dag in het jaar. De E10 loopt blauw gemarkeerd naar Světlik en dan met groene markering naar het stuwmeer in de bovenloop van de Moldau. De blauwe markering begeleidt intussen de E10-wandelaar over Frymburk en Lipno nad Vltavou naar Vyšší Brod, daarna door naar Studánky en kort daarna de Oostenrijkse grens. Tussen Vyšší Brod en de grens staat de route niet op de kaart en na Studánky is zij ook niet gemarkeerd.
Bij het station van Lipno nad Vltavou begint een blauw gemarkeerde variant, die over de Medvědi hora naar de Oostenrijkse grens loopt en deze over circa 3 km naar het westen volgt, tot Guglwald (zie hieronder). Na 1945 lag hier een militair spergebied langs de grens, voorzien van onder stroom staand staaldraad, een strook met landmijnen, wachttorens en een weg waar de grenspolitie patrouilleerde. Daarvan is alleen het weggetje nog over. Deze variant komt bij Guglwald op Oostenrijks grondgebied (zie hieronder).

## Oostenrijk (661 tot 711 km)
In Oostenrijk is de E10 aanvankelijk niet als zodanig gemarkeerd; vanaf de grensovergang bij Weigetschlag volgt hij de lokale weg 11 naar het dorpje Rading, dan lokale weg 12 tot in Bad Leonfelden. Vanaf hier is de E10 identiek met een gedeelte van de Nordwaldkammweg, die in zijn geheel is opgenomen in de E6. De E10 loopt nu in (noord)westelijke richting naar Guglwald, waar hij zich met de bovengenoemde variant uit Lipno nad Vltavou verenigt ter hoogte van een als kasteel gebouwd hotel-restaurant dat een permanente tentoonstelling wijdt aan de in 1945 uit de aangrenzende Tsjechische gemeenten verdreven Duitstalige bevolking. De E10 volgt de Nordwaldkammweg en de E6 over Haslach en Sankt Oswald bei Haslach tot de berg de Bärenstein boven het dubbelstadje Aigen-Schlägl. De afstand van de grens bij Weigetschlag tot Guglwald is 20 km; van Guglwald tot het Panyhaus op de Bärenstein 29 km.

### Rupertiweg

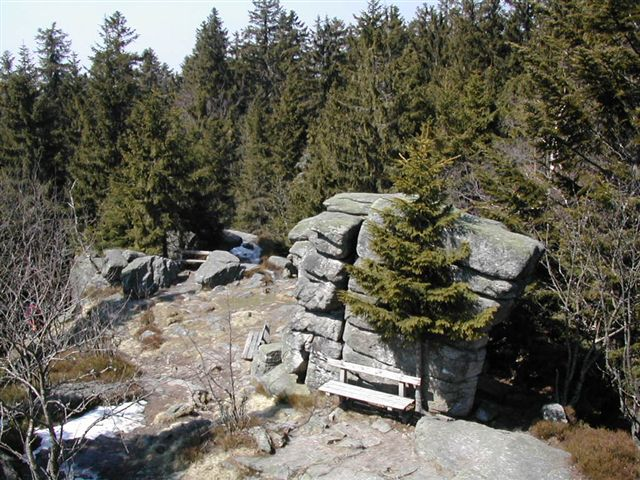
Op de top van de Bärenstein

In Schlägl begint de Oostenrijkse wandelroute 10, de Rupertiweg, met een lus naar de Bärenstein en terug naar Schlägl. Deze nationale route maakt integraal deel uit van de E10 en eindigt in Naßfeld op de Italiaanse grens. Wie de E10 volgt, kan dus op de Bärenstein kiezen uit een deels geasfalteerde oostelijke afdaling over Panyhaus en een meer westelijke afdaling langs de Liebesfelsen; beide routes komen samen bij Aigen. Afhankelijk van de mogelijke varianten, is de Rupertiweg 529 tot 548 km lang. De E10/Rupertiweg kruist iets zuidelijker de E8; tussen de Ameisberg en Oberkappel lopen ze samen. Na de oversteek van de Donau zijn er twee mogelijke varianten van de route: een gemakkelijker  route die hoofdzakelijk de oevers van de rivieren Inn en Salzach volgt en een  heuvelachtiger tracé over onder andere de Hausruck. In Ostermiething komen de beide varianten samen voor een gemeenschappelijk traject naar de stad Salzburg. Hier kiest de wandelaar opnieuw: Er is een stevig traject over de Gaisberg, maar er kan ook door de stad gelopen worden. In de stad en op de Gaisberg worden varianten van de E4 gekruist; hier en daar lopen de E10 en de E4 samen.

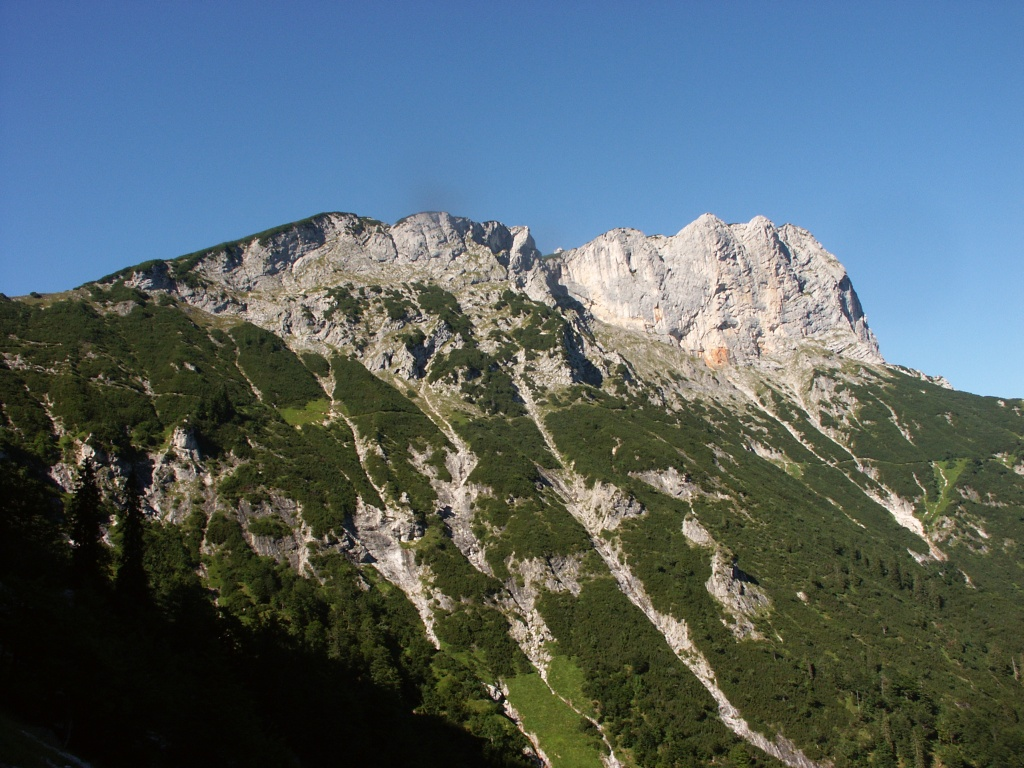
De Berchtesgadener Hochthron

Onmiddellijk na het stadsdeel Glanegg rijzen de Alpen hoog op. Hier begint de E10 aan een stijging van meer dan 1000 meter . Vanaf dit punt tot het eindpunt in Bolzano is de wandelweg een hooggebergteroute. Bij goed weer is er een weids uitzicht over de Alpen en grote delen van Beieren en Oostenrijk.
Behalve gevaarlijk door gladde en steile hellingen is de E10 in de Alpen een uitputtingsslag. Dat komt doordat de bergketens dwars overgestoken worden. Telkens opnieuw gaat het duizend of meer meter omhoog en even later weer omlaag.
De eerste afdaling gaat naar het Duitse Berchtesgaden. Een boottocht over de Königssee zorgt voor vervoer naar de voet van het Steinernes Meer, geen watervlakte maar een steenwoestenij waarvoor eerst weer ruim 1000 meter gestegen moet worden. Verdere markante punten op de route zijn het toeristische Maria Alm, het sobere Taxenbach en het mondaine kuuroord Badgastein, telkens gescheiden door hoge bergruggen.
In Mallnitz wordt de deelstaat Karinthië bereikt. De oversteek van de Reißeckgruppe vergt ervaring met bergwandelen en er aandacht moet zijn voor de weersomstandigheden. Gelukkig is er een alternatief via Obervellach en een bestijging vanaf Kolbnitz naar de Reißeck. In Spittal is de Italiaanse invloed al te merken bijvoorbeeld in de architectuur, het uitgaansleven en de restaurants. 

### Südalpenweg

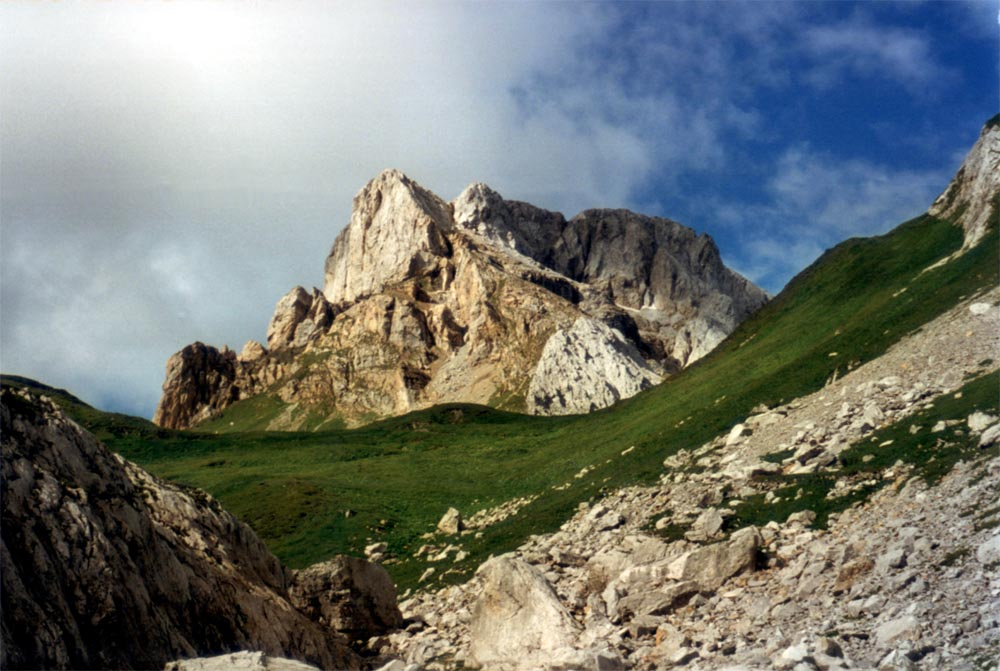
De Monte Peralba (Hochweißstein)

Vanaf Naßfeld volgt de E10 in westelijke richting de bergketen van de Karinthische Alpen, die hier de grens tussen Oostenrijk en Italië vormt. Preciezer gezegd is de E10 hier gelijk aan de Oostenrijkse wandelroute 3, de Südalpenweg (plaatselijke markering 403; varianten 403A), die weer meestal overeenkomt met de Karnischer Höhenweg en een tak van de Via Alpina. De E10 heeft hier een uitgesproken alpien karakter. Ervaren bergwandelaars zullen zonder problemen in 3 of 4 dagen over de hoofdroute tot het Oostenrijkse Hochweißsteinhaus onder de Italiaanse top van de Monte Peralba komen (er zijn hoog-alpine varianten). Vanaf hier geven de meeste bergwandelaars de voorkeur aan gevaarlijker, maar interessantere en kortere routes op Oostenrijks grondgebied.
Bij Sillian neemt de E10 afscheid van Weg 03 en van Oostenrijk. De samenloop met Weg 03 is, afhankelijk van de gekozen varianten, 109 of 114 km lang. Het traject van Hermagor tot Sillian kan in ongeveer een week worden afgelegd. Daarbij moet er rekening gehouden worden met dagetappen van 7 uur of meer, waarbij de rustpauzes nog moeten worden opgeteld. 

## Italië (132 km)
In Italië volgt de E10 niet een bestaande regionale of nationale wandelroute, maar volgt lokale routes. De lokale routes zijn gemarkeerd met eenzelfde systeem als gebruikt in Oostenrijk maar de E10 zelf is gebrekkig gemarkeerd.

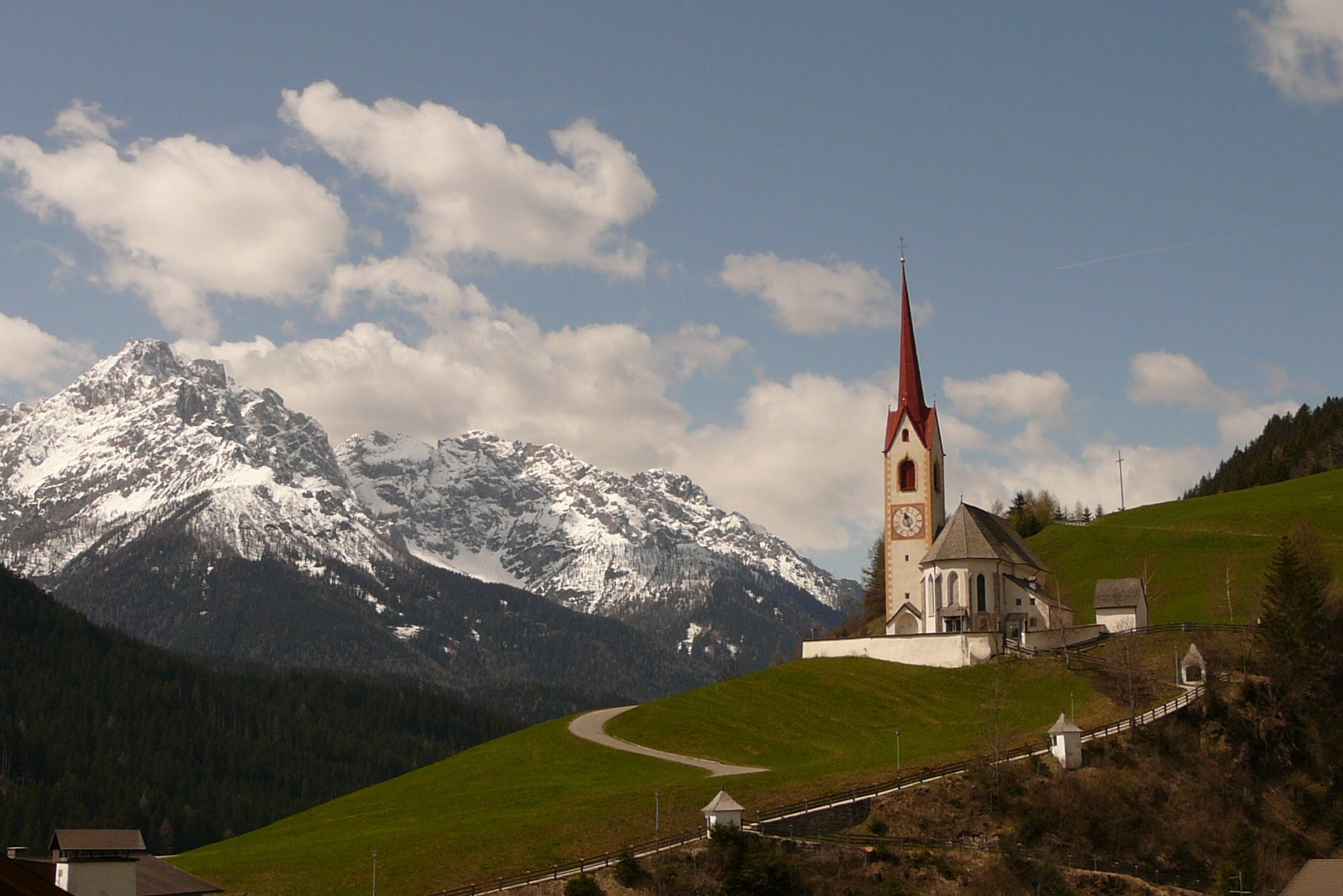
Gezicht op Winnebach (Prato alla Drava)

De volgende plaatsen liggen op het Italiaanse deel van de E10: Winnebach (Prato alla Drava), Kandellen, Wahlen (Valle San Silvestro), Welsberg (Monguelfo-Tesido), Taisten (Weg 38), Niederrasen, de Erdpyramiden (Piramidi di Terra), Bruneck (Brunico), Pfalzen (Falzes), Issing (Issengo), Mühlen, Hofern (Corti), Moar am Gruben, Ast, Terenten (Terento), Niedervintl (Vandoies di Sotto), Rodeneck (Rodengo), Vill, Brixen (Italiaanse naam: Bressanone, Ladinische naam: Porsenù), Bolzano.